# Maria II Zaccaria

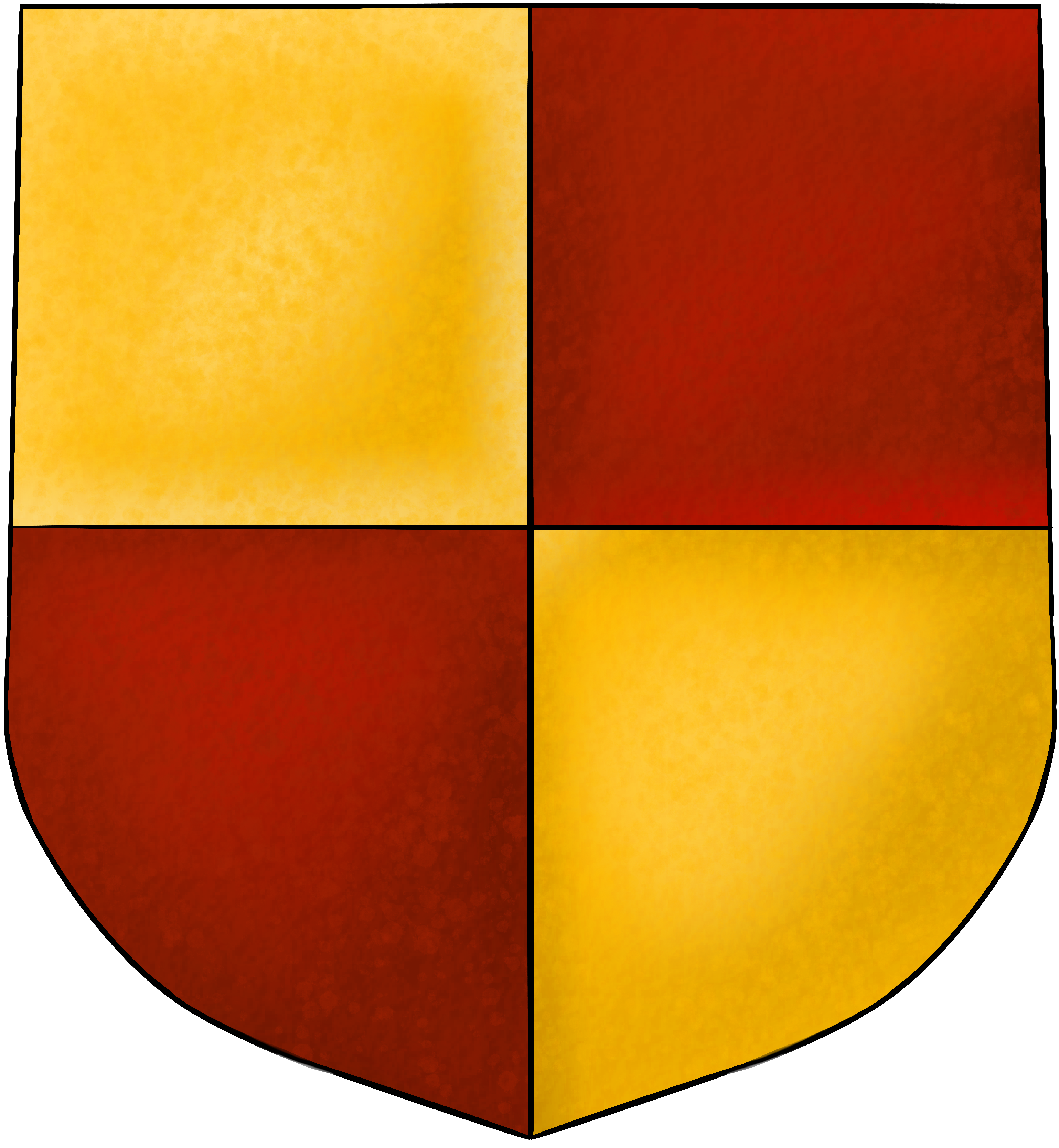
Brasão da família Zaccaria.

Maria II Zaccaria (século XIV - depois de 1404) foi uma nobre italiana da família Zaccaria da República de Gênova que por seus laços familiares tornar-se-ia rainha titular do Reino de Salonica. Era filha de Centurião I, barão de Damala e Chalandritza, e irmã de Andrônico Asen. Se casou em 1402 com Pedro Bordo de São Superano, aventureiro italiano e príncipe da Acaia. Quando seu marido morreu no mesmo ano, ela tornou-se princesa da Acaia, governante a região até 1404, quando foi deposta por seu sobrinho Centurião II